# Bernhard von Maltzan
Johann Bernhard von Maltzan, Freiherr zu Wartenberg und Penzlin (* 20. Juli 1820 in Brustorf, heute Ortsteil von Klein Vielen; † 25. Juli 1905 in Rostock) war ein deutscher Richter, zuletzt Präsident des Oberlandesgerichts Rostock.

## Leben
Bernhard von Maltzan (Nr. 733 der Geschlechtszählung) entstammte dem alten und verzweigten mecklenburgischen Uradelsgeschlecht von Maltzan. Er war der fünfte Sohn des Landrats Friedrich (Nikolaus Rudolf) von Maltzan (# 654; 1783–1864) auf Rothenmoor aus dessen ersten Ehe mit Friederike Sophie Anna Elisabeth Hermine, geb. von Dewitz (1786–1833), der ältesten Tochter des mecklenburg-strelitzschen Geheimerrats- und Kammerpräsidenten Otto Ulrich von Dewitz auf Miltzow. Zu seinen insgesamt 14 Geschwistern aus den beiden Ehen seines Vaters zählten Julius von Maltzan und Hermann von Maltzan, sein jüngster Halbbruder. Zur Zeit seiner Geburt war der Vater Gutsbesitzer auf Peckatel im ritterschaftlichen Amt Stavenhagen, wohnte aber auf dem Nebengut Brustorf.
Seine erste Erziehung erhielt er im elterlichen Hause zunächst in Brustorf und seit 1823 in Rothenmoor. Nachdem 1833 seine Mutter gestorben war, wurde er zu Johannis 1836 als einer der ersten Schüler auf das neuerrichtete Pädagogium Putbus gebracht. Hier bestand er am 19. März 1839 als erster Abiturient der Anstalt und Primus Omnium die Reifeprüfung. Ende April 1839 ging er zum Studium der Rechtswissenschaften an die Universität Berlin. In Berlin kam er in Kontakt mit Kreisen der Erweckungsbewegung um Johannes Evangelista Goßner und Hans Ernst von Kottwitz. Von Herbst 1839 bis Ostern 1842 studierte er an der Universität Breslau, insbesondere bei Philipp Eduard Huschke, der auch eine führende Persönlichkeit der preußischen Altlutheraner war. Im Sommer 1842 wechselte er schließlich an die Universität Rostock. Hier wurde er Mitglied des Corps Vandalia Rostock.
Im Herbst 1843 bestand er das juristische Examen. Er trat in den Staatsdienst des Großherzogtums Mecklenburg-Schwerin und war ab Dezember Auditor beim Domanialamt Schwerin. 1845 kam er an das Domanialkollegium in Bützow; von 1846 bis 1850 war er bei den Domanialämtern Hagenow, Warin und Neubukow tätig. Im November 1848 bestand er das Richterexamen. Daraufhin wurde er im September 1849 bei der Justizkanzlei Rostock fest angestellt. Im Juni 1852 legte er das Justizratsexamen ab und wurde auf Vorschlag der mecklenburgischen Ritterschaft zu diesem Range ernannt. Vom 1. Januar 1876 bis 30. September 1879 war Maltzan Vizedirektor der Justizkanzlei in Güstrow.
Im Zuge der Neuordnung der Gerichte durch die Reichsjustizgesetze wurde er zum Oberlandesgerichtsrat am neu geschaffenen Oberlandesgericht Rostock ernannt. 1880 wurde Maltzan auch zum juristischen Mitglied des Oberen Kirchengerichts in Rostock ernannt sowie 1882 zum Mitglied des Gerichtshofes zur Entscheidung von Kompetenzkonflikten.
Am 1. Januar 1890 wurde er als Nachfolger von Albrecht Erxleben Senatspräsident am Oberlandesgericht und – da es nur einen Senat gab – zugleich Vizepräsident des Gerichts. Zu seinem 50-jährigen Amtsjubiläum im Dezember 1893 verlieh im die Universität Rostock ihren juristischen Ehrendoktor. Als der Oberlandesgerichtspräsident Johann Friedrich Budde 1894 starb, wurde Maltzan am 1. Oktober 1894 sein Nachfolger.
Mit Einführung des Bürgerlichen Gesetzbuches trat er am 31. Dezember 1899 nach 56-jähriger Dienstzeit in den Ruhestand, behielt aber seine Wohnung in Rostock. Sein Nachfolger als Oberlandesgerichtspräsident wurde Carl Martini.
Bernhard von Maltzan war politisch und theologisch konservativ, aber sozial sehr engagiert. Er war aktiv in der Inneren Mission und Mitglied des Vorstands für das Rettungshaus Gehlstorf, den heutigen Michaelshof Rostock.
Bernhard von Maltzan war seit 1856 verheiratet mit Mathilde Freiin v. Richthofen (1830–1901) aus dem Hause Leszczin (in Oberschlesien), einer Schwester des Geographen Ferdinand von Richthofen. Das Paar hatte sechs Kinder, drei Töchter und drei Söhne:
Seit 1894 war Bernhard von Maltzan Vorsitzender des v. Maltzanschen und v. Maltzahnschen Familienvereins.

## Auszeichnungen
- Prädikat Exzellenz (1895)
- Großkreuz des Hausordens der Wendischen Krone (1898)
- Gedächtnismedaille für Großherzog Friedrich Franz III.

## Werke
- (Hrsg.): Briefe von Karoline v. Schiller. Berlin:  W. Süsserott 1901[7]